# Kellett KD-1
Kellett KD-1 — американский двухместный автожир. Строился с 1934 года предприятием Kellett Autogiro Company в нескольких модификациях. Первый винтокрылый аппарат, обслуживавший почтовую авиалинию. На основе Kellett KD-1 создан автожир Kayaba Ka-1/Ka-2, серийно выпускавшийся в Японии в 1941—1945 годах.

## Разработка и конструкция автожира
Компания Kellett Autogiro Company (основанная в 1929 году) приобрела опыт постройки автожиров, производя по лицензии автожиры Сиервы (модель Cierva C.30.). Автожир Kellett KD-1, появившийся в конце 1934 года, по своей компоновке во многом напоминал Cierva C.30. Машина была выполнена по схеме с тянущим винтом, тандемным расположением кабин летчика и пассажира, была оснащена системой предраскрутки несущего ротора (до приблизительно 100 об/мин.), что позволяло выполнять взлет с очень коротким разбегом. На автожир устанавливался звездообразный семицилиндровый двигатель воздушного охлаждения Jacobs L4MA-7 мощностью 225 л. с. Управление автожиром по крену и тангажу осуществлялось без каких-либо рулевых поверхностей (элеронов и рулей высоты)- только наклоном плоскости несущего ротора.
Несущий винт трёхлопастный, лопасти могли складываться для хранения. Конструкция лопастей смешанная: стальной лонжерон, деревянный набор и покрытие из многослойной фанеры, ткани и аэролака.
Рама фюзеляжа — сварная, из стальных труб. Обшивка передней части — алюминий, задней — ткань. Топливные баки расположены в передней части фюзеляжа.
Горизонтальное хвостовое оперение смешанной конструкции, руль направления и вертикальные стабилизаторы — металлическая рама с тканевой обшивкой.
Шасси трёхстоечное, колёсное, с хвостовой опорой. Передние стойки шасси оснащены механическими тормозами и воздушно-масляными амортизаторами. Хвостовое колесо самоориентирующееся, с возможностью фиксации. Хвостовое оперение могло регулироваться на земле. Его горизонтальные части (левая и правая) могли устанавливаться так, чтобы в ходе взлёта компенсировать реактивный момент винта за счет обдува воздушной струёй от него.
Органы управления аналогичны самолётным — центральная ручка управления и педали. Ручка в задней (пилотской) кабине была оснащена фиксатором-защелкой. Слева в кабине, рядом с сектором газа, располагался рычаг муфты раскрутки несущего винта. Путевое управление при рулении на аэродроме осуществлялось поворотом руля направления через педали: также дача педали в полёте позволяла сократить радиус разворота, хотя обычно этого и не требовалось. В каналах поперечного и продольного управления были установлены механические триммеры, позволяющие снять излишнюю нагрузку с ручки управления. Приборное оборудование включало в себя: высотомер, индикатор скорости, компас, топливомер, тахометры двигателя и ротора, прочие приборы контроля работы двигателя.

## Эксплуатация на почтовой авиалинии
Шестого июля 1939 компания Eastern Airlines в г. Филадельфия начала регулярные почтовые перевозки на автожире Kellett KD-1B. Автожир с бортовым номером NC15069 доставлял почту в пригородный аэропорт Camden, взлетая с крыши городского почтамта Филадельфии на 30-й улице. Продолжительность полёта составляла шесть минут. Ежедневные рейсы продолжались около года. Модель Kellett KD-1B, использовавшаяся для этих рейсов, отличалась закрытой кабиной пилота со сдвигающимся назад фонарём, передней грузовой кабиной и установкой радиооборудования. Почта (общим весом около 100 кг) загружалась в переднюю кабину автожира.

## Эксплуатация в армии США
В 1935 году два автожира KD-1 были приобретены для испытаний армией США (обозначение YG-1). Впоследствии были дополнительно приобретены семь машин, в 1942 — ещё семь (обозначены как автожир наблюдения XO-60 или YO-60, комплектовались более мощным двигателем Jacobs R-915-3 и закрытой кабиной). К 1943 армия прекратила испытания автожиров по причине появления первых успешных образцов вертолетов Sikorsky.

### Видео
- Киноролик почтовых рейсов автожира Eastern Airlines, хроника // YouTube.